# Чотири після півночі
«Чотири після півночі» або «Четверта після опівночі» (англ. Four Past Midnight) — збірка повістей американського письменника  Стівена Кінга, опублікована у 1990 році.
Найтемніший час від опівночі до світанку, коли ви залишаєтесь наодинці зі своїми нічними жахами. Найстрашніша збірка новел від маестро горору Стівена Кінга, де він гратиме на ваших фобіях, доторкаючись до найпотаємніших струн підсвідомого. У цій збірці, нагородженій 1990 року премією Брема Стокера, маленькі містечка стануть наче копією людства в мініатюрі, а герої опиняться поряд з потойбічним та жаским, поза нашою здатністю в це повірити. Це буде справді моторошно.

## Повісті
До збірки увійшли такі повісті:
- «Ленґоліери» (англ. The Langoliers): Літак «Боїнг 767» прямує рейсом Лос-Анджелес-Бостон. Пілот, що летів на цьому літаку пасажиром, і ще 9 людей раптово прокидаються від вереску маленької сліпої дівчинки і виявляють, що в салоні літака, крім них, нікого немає. Таємниче сяйво над пустелею перенесе літак у вимір, де минуле — непотріб, який пожирають доглядачі вічності ленґоліери. У величезному «боїнгу» їх залишилось одинадцятеро. Щоб урятуватися зі світу, який зникає, від жаху, що перетворив психічно нестабільного сусіда по кріслу на навіженого вбивцю, їм треба тільки спокійно заснути...

- «Таємне вікно, таємний сад» (англ. Secret Window, Secret Garden): Письменник Морт Рейні живе на березі маленького озера у  штаті Мен і переживає розлучення з дружиною.Безжальний чоловік у чорному капелюсі з’явиться у житті успішного письменника аби нагадати, що колись той поставив своє ім’я під чужим оповіданням, і вимагатиме відплати. Вкрадений твір, вкрадена дружина… Хто ж став реальністю й украв душу самого Рейні?

- «Бібліотечний полісмен»  (англ. The Library Policeman, дослівно: «Бібліотечний поліцейський»): Повість про людину, яка одного разу взяла книгу з бібліотеки і не повернула її. Сем, провінційний агент з нерухомості, так довго уникав бібліотек, що, вимушений звернутися по книжки, не одразу помітив холодний блиск в очах милої старої Арделії Лорц… яка померла тридцять років тому і про яку в місті не згадують, наче її ніколи не існувало. А за тиждень по книжки до Сема прийде його дитячий жах — Бібліотечний полісмен, і він буде лише посланцем чогось більш страшного…

- «Сонячний пес» (англ. The Sun Dog): Хлопчикові подарували фотоапарат, який з невідомих причин видає на знімках лише собаку, чия зовнішність не віщує нічого доброго. Проблема в тому, що на кожному знімку собака все ближче. Зловісний пес дивитиметься на п’ятнадцятирічного Кевіна з усіх знімків його нового «полароїда» — і наближатиметься, аби вирватися з двовимірного світу й убити. Для порятунку досить знищити химерний апарат, але до гри вступить той, хто схоче трохи заробити на потойбічному…

## Екранізації
- «Лангольєри» (телефільм).
- «Таємне вікно» (за повістю «Таємне вікно, таємний сад»).

## Нагороди
- Премія Bram Stoker Awards, 1990 (найкращий збірник)[3]

## Переклади українською
- Стівен Кінг. Чотири після півночі. Переклад з англійської: О. Красюк, О. Любенко, В. Ракуленко, Є. Гірін; дизайнер обкладинки: IvanovITCH. Харків: КСД, 2017. 928 стор. ISBN 978-617-12-1662-4